# ابراهیم‌آباد (بوئین‌زهرا)
ابراهیم‌آباد، روستایی از توابع بخش رامند شهرستان بوئین‌زهرا در استان قزوین ایران است. مردم این روستا به زبان‌های تاتی و ترکی شاهسونی سخن می‌گویند.
دسترسی به این روستا از طریق جادهٔ ۳۸ (تهران - آوج) میسر می‌باشد.

## نامگذاری و پیشینه
این روستا که به زبان تاتی «برموئه» نامیده می‌شود، به اضافه روستاهای «سگزآباد» و «شال» و «دانسفهان» مهم‌ترین مراکز اسکان تات‌های ایران هستند.
نام اولیهٔ ابراهیم‌آباد وَرَهرام آباد، بِرمِوئَه، بِرِم آوَه و بَهرام آباد بوده است (وَرَهرام --> بَهرام --> بَهرام به تاتی بِرِم می‌شود). وَرَهرام نام سرداری ایرانی در زمان حملهٔ اعراب به این منطقه بوده که از این منطقه پاسداری می‌کرده است. هم‌اکنون هم بسیاری از ساکنان این روستا و افراد محلی از نام بِرمِوئَه استفاده می‌کنند.

## کشاورزی
مهم‌ترین راه کسب درآمد در این روستا کشاورزی، باغداری و دامداری می‌باشد.
زمین‌های هموار با شیب ملایم و خاک مساعد، بستر مناسبی را برای کشاورزی فراهم کرده و اطراف روستا را مزارع و باغات دربر گرفته.
محصولات این روستا انگور، ذرت، آلو، زردآلو، هندوانه، خربزه و بادام هستند.

## گردشگری
این روستا دارای آب و هوای معتدل در فصل تابستان و زمستان‌های سرد و برفی است.
از جاذبه‌های این روستا می‌توان به ناحیه باستانی خرابه قلا (خرابه قلعه) و امام‌زاده جعفر اشاره کرد.

## مشاهیر و نام‌آوران
- دکتر فریبرز رئیس دانا، سیاستمدار سوسیالیست، نویسنده، استاد دانشگاه و از بزرگان اقتصاد معاصر ایران بود که روستای پدری و آرامگاه ایشان، ابراهیم‌آباد است.[۱۰]
- امید رئیس دانا موسیقیدان و آهنگساز فیلم‌های ابد و یک روز زیر پوست شهر و… که روستای اجدادی ایشان ابراهیم‌آباد است
- سناتور رضا جعفری، وزیر فرهنگ دولت سپهبد زاهدی، سناتور و نماینده مجلس شورای ملی.[۱۱]
- دکتر منوچهر گنجی، وزیر فرهنگ و سیاستمدار دوره پهلوی.
- سرتیپ محمد انصاری، فرمانده سابق هوانیروز و جانباز جنگ ایران و عراق.[۱۲]
- سپهبد ایرج انصاری، از فرماندهان نیروی زمینی ارتش در دوره پهلوی.
- آیت الله حاج شیخ روح‌الله دانایی (قزوینی)، از مبارزان دوره مشروطیت.[۱۳]
- حاج شیخ حسن دانایی (قزوینی)، شوهر بزرگ‌ترین خواهر جلال آل‌احمد (آمنه بیگم سادات آل‌احمد) که یک روحانی به نام بود، از اهالی این روستا بوده و از مشاهیر این روستا نیز به‌شمار می‌رود.[۱۴]
- حاج شیخ حسن زندی از دامداران خوشنام و بزرگ منطقه می‌باشد که جزو کارآفرینان به نام و فعالان عرصه تولید شیر و گوشت هستند.
- حمیدرضا گنجی وکیل پایه یک دادگستری و مشاور حقوقی از حوزه قضایی شهر تهران یکی از نوادگان دختری و پسری دو تن از اهالی درگذشته روستای ابراهیم‌آباد و قلعه گنجی می‌باشد.

## برای مطالعهٔ بیشتر
آل احمد، جلال: تات‌نشینان بلوک زهرا.